# Чернушина
Черну́шина — річка в Україні, ліва притока Білої (притока Лугані). Басейн Сіверського Дінця. Довжина 14 км. Площа водозбірного басейну 65 км². Похил 9,9 м/км. Долина балкового типу. Заплава двостороння. Річище слабовиражене. Використовується на зрошування, споруджене Чорнухинське водосховище.
Бере початок на південний схід від Дебальцевого та на північ від смт Чорнухине поблизу селища Депрерадівка. Тече територією Перевальського району через с. Софіївка, поблизу смт Байрачки та впадає до Білої у с. Малоіванівка.